# In-Gall
In-Gall är en stad i Agadez i Niger med en befolkning på 500 personer. In-Gall är mötesplatsen för festivalen Cure Salee för Tuareg-folket.  